# Tajvanska smreka
Tajvanska smreka (lat. Picea morrisonicola), vrsta zimzelenog drveta iz porodice borovki. Tajvanski endem koji naraste do 50 metara u visinu, i promjera 1.5 metar.
Jedina je vrsta smreke na Tajvanu. raste na visinama od 2000 – 2500 metara iznad mora

## Vanjske poveznice
|  | Zajednički poslužitelj ima još gradiva o temi Picea morrisonicola |
|  | Wikivrste imaju podatke o taksonu Picea morrisonicola             |